# San Pablo de los Montes
San Pablo de los Montes község Spanyolországban, Toledo tartományban. San Pablo de los Montes Retuerta del Bullaque, Hontanar, Menasalbas és Las Ventas con Peña Aguilera községekkel határos. Lakosainak száma 1644 fő (2024).

## Népesség
A település népessége az utóbbi években az alábbiak szerint változott:
| Lakosok száma | 2161 | 2077 | 2238 | 2220 | 2160 | 1960 | 1867 | 1768 | 1696 | 1644 |
|               | 2001 | 2004 | 2007 | 2009 | 2012 | 2014 | 2017 | 2019 | 2022 | 2024 |